# آغيا

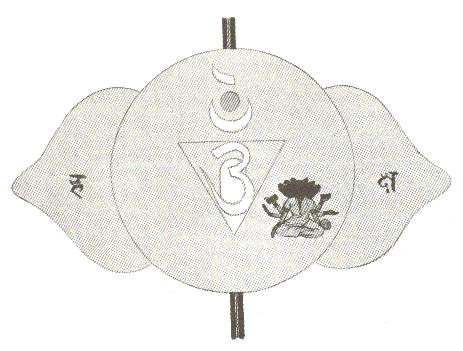
رسم تخطيطي هندوسي تقليدي لشاكرا العين الثالثة

آغيا أو آجنا (بالسنسكريتية: आज्ञा)‏، (بالإنجليزية: Ajna)‏، وتعني «جبين أو شاكرا العين الثالثة»، هي الشاكرا الأساسيَّة السادسة في الجسد تبعًا لما يتوافق مع التقليد الهندوسي وترمز للعقل اللا واعي، وهي الصلة المُباشرة إلى براهمان (الحقيقة المُطلقة). ويقال إن العين الثالثة تربط الناس بحدسهم، وتمنحهم القدرة على التواصل مع العالم، أو تساعدهم على تلقي رسائل من الماضي والمستقبل. وتعتبر عين الحدس والفكر. والجهاز الحسي المرتبط بها هو العقل.

## موضعها
تتموضع شاكرا آجنا في منتصف الجبهة بين الحاجبين.

## مظاهرها
توصف شاكرا آجنا بأنها «زهرة اللوتس الشبيهة بالألماس المكونة من بتلتين، وتترأس هامسا ديفاتا وسوشومنا شاكتي». وهي تتطابق مع حالة فيجانا وأنوباما فاك ونصف ماترا من برانافا.
ويقال أنها تمثل النادي (القنوات النفسية) إيدا وبينجالا، التي تلتقي مع نادي سوشومنا المركزي قبل أن ترتفع إلى شاكرا التاج، ساهاسرارا. الحرف "هام" (हं) مكتوب باللون الأبيض على البتلة اليسرى ويمثل شيفا، بينما الحرف "كشام" (क्षं) مكتوب باللون الأبيض على البتلة اليمنى ويمثل شاكتي.